# Whole Lotta Shakin'
Whole Lotta Shakin' är den amerikanska rockabilly- och rock & rollsångaren Carl Perkins andra studioalbum, utgivet 1958. Albumet är ett coveralbum på några av de mest kända rock & rollsångerna från 1950-talet. 1958 bytte Carl Perkins skivbolag från Sun Records till Columbia Records, varav Whole Lotta Shakin' blev det första albumet på det nya skivbolaget.

## Låtlista
| Nr           | Titel                          | Text                                                | Längd |
| ------------ | ------------------------------ | --------------------------------------------------- | ----- |
| 1.           | "Whole Lotta Shakin' Goin' On" | Dave Williams, Sunny David                          | 3:00  |
| 2.           | "Tutti Frutti"                 | Richard Penniman, Dorothy LaBostrie                 | 2:06  |
| 3.           | "Shake, Rattle and Roll"       | Charles E. Calhoun                                  | 3:29  |
| 4.           | "Sitting on Top of the World"  | Walter Vinson, Lonnie Chatmon                       | 2:12  |
| 5.           | "Ready Teddy"                  | John Marascalco, Robert Blackwell                   | 2:05  |
| 6.           | "Long Tall Sally"              | Enotris Johnson, Robert Blackwell, Richard Penniman | 3:00  |
| 7.           | "That's All Right"             | Arthur Crudup                                       | 3:36  |
| 8.           | "Where the Rio de Rosa Flows"  | Jimmie Logsdon, Vic McAlpin                         | 3:05  |
| 9.           | "Good Rockin' Tonight"         | Roy Brown                                           | 2:21  |
| 10.          | "I Got a Woman"                | Ray Charles, Renald Richard                         | 3:13  |
| 11.          | "Hey, Good Lookin'"            | Hank Williams                                       | 2:42  |
| 12.          | "Jenny, Jenny"                 | Richard Penniman, Enotris Johnson                   | 2:10  |
| Total längd: | Total längd:                   | Total längd:                                        | 32:19 |